# NGC 2884
NGC 2884 је лентикуларна галаксија у сазвежђу Хидра која се налази на NGC листи објеката дубоког неба.
Деклинација објекта је - 11° 33' 20" а ректасцензија 9h 26m 24,5s. Привидна величина (магнитуда) објекта NGC 2884 износи 12,6 а фотографска магнитуда 13,5. NGC 2884 је још познат и под ознакама MCG -2-24-22, IRAS 09239-1120, PGC 26773.